# Реки Индии

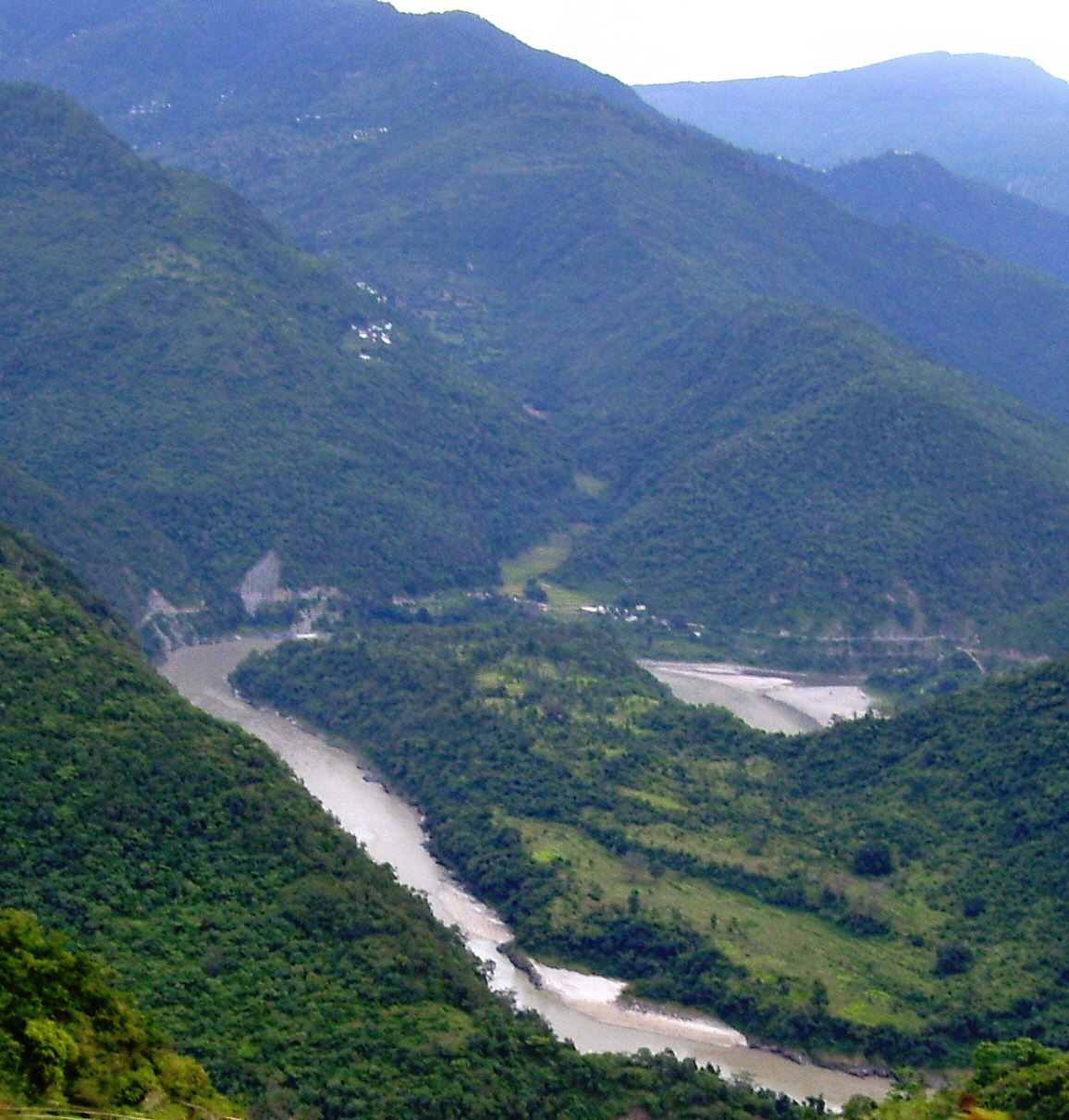
Верховья реки Ганг, север Индии

Речная сеть Индии достаточно густая, за исключением некоторых маловодных областей. Около 90 % территории является бассейном Бенгальского залива и Аравийского моря.

## Бассейны рек
Больше 70 % страны относится к бассейну Бенгальского залива (такие реки как Ганг, Брахмапутра, Годавари), около 20 % — Аравийского моря (Инд, Нармада, Тапти и другие). Меньше 10 % — к областям внутреннего стока: в основном, пустыня Тар и спорные земли на плато Аксайчин. Менее 1 % — к бассейну Андаманского моря, к которому принадлежат располагающиеся в Индии притоки Иравади.
На территории страны имеется 12 рек с площадью бассейна более 20 тысяч квадратных километров. Рек с площадью бассейна от 2 000 до 20 000 квадратных километров насчитывается 48: 22 реки текут на восток в Бенгальский залив, 26 — на запад в Аравийское море (по другим данным 44). В Индии реки пустынь обычно выделяются в отдельную категорию, в том числе и река Луни с площадью бассейна 37,4 тысячи квадратных километра. Система Ганг-Брахмапутра-Мегхна может рассматриваться как единый водный объект с площадью около 1,1 миллиона квадратных километра.
В Индии используются различные классификации, где территория страны делится на водные регионы, бассейны, подбассейны и прочие гидрологические единицы. В классификации WRIS-India страна делится на 25 частей: бассейны (1) Инда, (2a) Ганга, (2b) Брахмапутры, (2c) Барака и прилегающих рек, (3) Годавари, (4) Кришны, (5) Кавери, (6) Субарнарекхи, (7) Брахмани и Байтарани, (8) Маханади, (9) Пеннер, (10) Махи, (11) Сабармати, (12) Нармады, (13) Тапи, (14) рек, текущих на запад к югу от бассейна Тапи, (15) рек, текущих на восток между бассейнами Маханади и Годавари, (16) рек, текущих на восток между бассейнами Годавари и Кришны, (17) рек, текущих на восток между бассейнами Кришны и Пеннер, (18) рек, текущих на восток между бассейнами Пеннер и Кавери, (19) рек, текущих на восток к югу от бассейна Кавери, (20) рек, текущих на запад в Каче и Саураштре, включая реку Луни, (21) рек среднего размера, текущих в Бангладеш, (22) рек среднего размера, текущих в Мьянму, (23) рек Северного Ладакха, не относящихся к бассейну Инда, (24) водосборный бассейн Андаманских и Никобарских островов, (25) водосборный бассейн островов Лакшадвип.
Реки, начинающиеся в Гималаях имеют частично или главным образом снежное питание: в их числе Ганг, Инд с некоторыми притоками, Брахмапутра. Такие реки получают воду из ледников, при уменьшении которых в будущем может произойти существенное сокращение стока. В пределах Индостана реки Годавари, Маханади, Кавери и прочие имеют преимущественно дождевое питание. Уровень большей части рек Индии сильно зависит от осадков, в сухой зимний сезон сток снижается, в летний сезон — растёт, вызывая наводнения. Как показал анализ за семь веков (1309—2004 годы) для реки Брахмапутры, риск наводнений как от естественных колебаний климата, так и от последствий его современных изменений недооценивается.
Реки страны переносят большие объёмы твёрдого стока, что вызвано сильной эрозией из-за уничтожения лесов и распашки земель. По исследованию 2021 года, Индия также занимает второе место в мире по выносу пластиковых отходов в Мировой океан (126,5 тысяч тонн ежегодно, оценка по 1169 рекам). Прямое воздействие человека на самую большую и густонаселённую на планете дельту Ганга-Брахмапутры-Мегхны (в том числе изменение береговой линии, системы каналов и режимов землепользования) таково, что может превосходить влияние на геоморфологию дельты от антропогенного изменения климата и повышения уровня моря.

## Проекты по переброске рек
В 2014 году правительство Нарендры Моди представило план по строительству каналов и тоннелей длиной 15 000 километров, чтобы перемещать ежегодно 174 миллиарда кубометров воды (по расчетам 2019 года 179 миллиардов кубометров). В рамках проекта по соединению рек Индии (NRLP) планируется выполнить 16 каналов между реками, истоки которых располагаются в Гималаях, и 14 каналов между реками в южной части полуострова, а также создать 300 водохранилищ. Страны считаются испытывающими нехватку воды, если объём воды на душу населения менее 1700 кубометров в год, а для Индии значение показателя 1410 кубических метров, прогнозируется его падение на 18 % до 1154 кубических метров к 2060 году; население Индии может превысить 1,5 миллиарда человек к середине века. Таким образом, необходимо изменить водоснабжение и (или) использование водных ресурсов в стране. По задумке, в результате соединения рек площади пахотных земель страны вырастут со 100 миллионов до 135 миллионов гектар, будет снижен ущерб от наводнений, а запасы гидроэнергии увеличатся на 34 гигаватт, стоимость переброски составит 168 или 120 миллиардов долларов, реализация займёт четверть века. Премьер Моди объявил проект национальной мечтой.

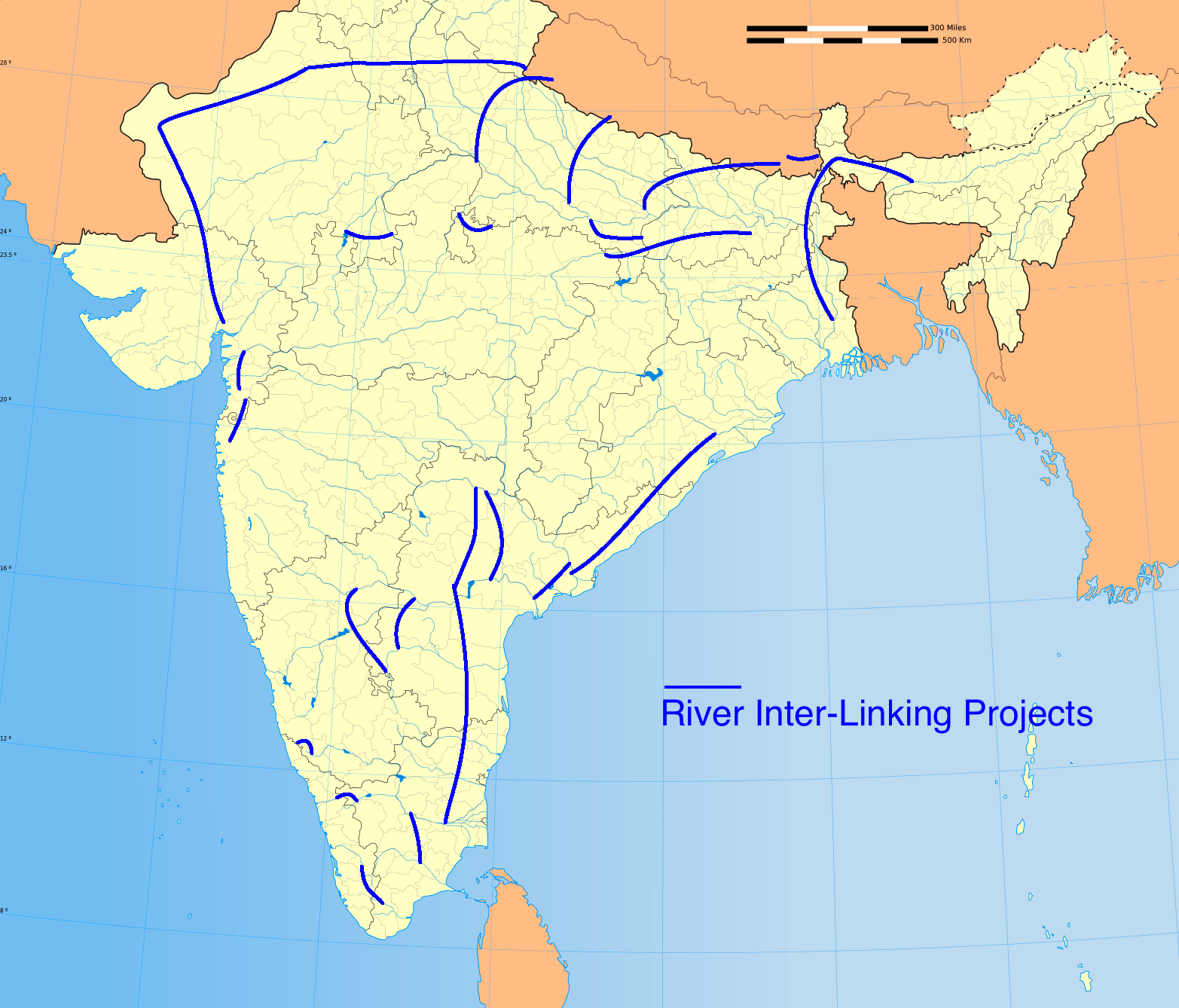
Проект соединения индийских рек (NRLP)

Изначально правительство предложило соединить реки в 1972 году, но из-за стоимости создание канала длиной 2640 км между реками Ганг и Кавери было отложено. В дальнейшем поддержка инициативы то повышалась, то падала. При тогда ещё главном министре Гуджарата Нарендре Моди были соединены реки Нармада и Сабармати. Проект NRLP столкнулся с политическими проблемами и несогласием учёных. Критики проекта NRLP утверждают, что будут распространяться инвазивные виды и болезни, передающиеся через воду, нанесён вред миграции рыб, произойдёт изменение течения потока воды в реках, баланс наносов в дельтах рек, снизится биоразнообразие, 5,5 миллионам человек придётся покинуть свои дома. По оценкам, объёмы воды перемещаемые NRLP из полноводных районов страны в засушливые (107 миллиардов кубометров в год) сопоставимы с виртуальным потоком воды в обратном направлении: затратам воды на производство товаров и услуг, поставляемых из маловодных территорий в многоводные (106 миллиардов кубометров). Предполагается, что такая торговля между территориями усугубляет нехватку воды и возможны альтернативные варианты решения проблем с водой. Эффективность использования воды в городах и сельском хозяйстве страны требует увеличения: так, до 40 % воды в Дели теряется из-за плохих труб.
В марте 2021 года министерство, занимающееся вопросами воды, опубликовало статусы проектов по переброске рек NRLP. Как сообщило The Indian Express, 8 декабря 2021 года Правительство Индии одобрило первый проект NRLP: соединение рек Кен и Бетва (притоки Джамны) на севере страны, где за 8 лет будет построен канал длиной 221 километр и двухкилометровый тоннель. Стоимость проекта по данным 2021 года составит 6 миллиардов долларов. Также начато создание специального органа по объединению рек National Interlinking of Rivers Authority (NIRA).

## Список рек Индии
Ниже приводятся реки Индии с площадью бассейна более 20 тысяч квадратных километров (без реки Луни):. Порядок по убыванию площади, при этом систему Ганг-Брахмапутра-Мегхна можно также рассматривать как единый водный объект. 
|    | Название реки | Изображение | Длина, км            | Площадь бассейна, тысяч км²                     | Исток | Устье                                                                      | Некоторые притоки | Примечания                                                     |
| -- | --- | ----------- | -------------------- | ----------------------------------------------- | --- | -------------------------------------------------------------------------- | --- | -------------------------------------------------------------- |
| 1  | Инд, англ. Indus |             | 1,1 тысячи (в Индии) | 1165,5 (общая), 321,3 или 314,0* (в Индии)      | Недалеко от озера Мафамцоар (Манасаровар), на северном склоне хребта Кайлас, юго-запад Тибета, Китай 31°14′32″ с. ш. 81°46′06″ в. д.   | Аравийское море, штат Гуджарат 23°59′11″ с. ш. 67°26′12″ в. д.             | Правые: Шайок, Гилгит, Кабул, Куррам. Левые: Заскар, Сатледж                                                                                           | [ 17 ] [ 18 ] [ 19 ] [ 20 ]                                    |
| 2а | Ганг, англ. Ganges, Ganga |             | 2,5 тысяч (в Индии)  | 1086,0 (общая), 861,5 (в Индии)                 | Бхагиратхи, нижняя часть ледника Ганготри, штат Уттар-Прадеш 30°55′29″ с. ш. 79°04′54″ в. д.                                           | дельта Ганга, Бенгальский залив, Бангладеш 22°04′49″ с. ш. 90°50′01″ в. д. | Правые: Джамна, Сон. Левые: Рамганга, Гомати, Гхагхра, Гандак.                                                                                         | [ 21 ] [ 22 ] [ 23 ] [ 24 ] [ 25 ]                             |
| 2б | Брахмапутра (Брамапутра, Мацанг, Цангпо), англ. Brahmaputra, Jamuna, Tsangpo, Yarlung Zangbo Jiang, Ya-lu-tsang-pu Chiang                                 |             | более 916            | более 580,0 (общая), 194,4 или 186,4* (в Индии) | хребет Кайлас, ледник в 100 км к юго-востоку от озера Мафамцоар (Манасаровар), юго-запад Тибета, Китай 30°05′01″ с. ш. 82°11′43″ в. д. | дельта Ганга, Бенгальский залив, Бангладеш 22°04′49″ с. ш. 90°50′01″ в. д. | Правые: Ньянг-Чу, Субансири, Каменг, Манас, Тиста. Левые: Лхаса, Ионг-Дзангбо, Парлунг-Дзангбо, Лухит, Копили.                                         | [ 17 ] [ 26 ] [ 27 ] [ 28 ]                                    |
| 2в | Барак (Сурма, Сангу-Лок), сливающаяся с Мухари, Фенни, Гумти и другими реками в Мегхну, англ. Barak (Surma, Sangu Lok), Barak-Meghna river system, Barak+ |             |                      | 41,7 или 45,6* (в Индии)                        | горы Манипура, север штата Манипур 25°30′50″ с. ш. 94°06′56″ в. д.                                                                     | дельта Ганга, Бенгальский залив, Бангладеш 22°04′49″ с. ш. 90°50′01″ в. д. | Джири, Туйву, Сонай | [ 22 ] [ 29 ] [ 30 ] [ 31 ] [ 32 ] [ 33 ] [ 34 ] [ 35 ] [ 36 ] |
| 3  | Годавари, англ. Godavari |             | 1 465 или 1 419*     | 312,8 или 302,1*                                | у поселения Тримбак, недалеко от Насика, штат Махараштра 19°55′48″ с. ш. 73°31′39″ в. д.                                               | Бенгальский залив, штат Андхра-Прадеш 16°43′32″ с. ш. 82°19′52″ в. д.      | Правые: Манджра, Правара. Левые: Сабари, Пранхита, Индравати, Пурна                                                                                    | [ 37 ] [ 38 ] [ 39 ] [ 40 ] [ 41 ] [ 42 ] [ 43 ]               |
| 4  | Кришна (Кистна), англ. Krishna |             | 1 401 или 1 435*     | 258,9 или 254,8*                                | горы Магадео, недалеко от города Сатара, штат Махараштра 17°55′28″ с. ш. 73°39′36″ в. д.                                               | Бенгальский залив, штат Андхра-Прадеш 15°42′48″ с. ш. 80°55′50″ в. д.      | Правые: Тунгабхадра, Малирабха, Гхатправха, Панчганга, Койна, Левые: Муси, Мукеру, Бхима, Дон                                                          | [ 38 ] [ 44 ] [ 45 ] [ 46 ] [ 47 ]                             |
| 5  | Маханади, англ. Mahanadi |             | 851 или 958*         | 141,6 или 139,7*                                | плато Чхатпур, штат Мадхья-Прадеш 20°06′36″ с. ш. 81°54′36″ в. д.                                                                      | Бенгальский залив, штат Одиша 19°58′05″ с. ш. 86°22′41″ в. д.              | Правые: Бог-Нади, Тел, Онг. Левые: Каранди-Джхор, Иб, Сеонатх                                                                                          | [ 48 ] [ 49 ] [ 50 ]                                           |
| 6  | Нармада (Нарбада) англ. Narmada, Narbada, Nerbudda |             | 1 312 или 1 333*     | 98,8 или 92,7*                                  | рядом с городом Амаркантак, восток штата Мадхья-Прадеш 22°40′21″ с. ш. 81°45′34″ в. д.                                                 | Камбейский залив, штат Гуджарат 21°36′43″ с. ш. 72°34′26″ в. д.            | Правые: Карджин, Ман, Чорал, Канар, Джамер-Нади, Баран-Нади. Левые: Нахал-Нади, Кунди, Кавери-Нади, Кхаркиа-Нади, Чхота-Таво, Тава, Шаккар, Шер, Хиран | [ 51 ] [ 52 ] [ 53 ] [ 54 ] [ 55 ]                             |
| 7  | Кавери, англ. Cauvery |             | 800 или 825*         | 81,2 или 85,6*                                  | недалеко от горы Брагамири и поселения Бхагамандала, штат Карнатака 12°22′40″ с. ш. 75°31′26″ в. д.                                    | Бенгальский залив, штат Тамилнад 11°21′37″ с. ш. 79°49′52″ в. д.           | Правые: Амаравати, Бхавани, Каббани. Левые: Хемавати.                                                                                                  | [ 56 ] [ 57 ] [ 58 ] [ 59 ] [ 60 ]                             |
| 8  | Тапти, англ. Tapi, Tapti |             | 724 или 778*         | 65,2 или 63,4*                                  | восточнее гор Сатпура, близ города Бетул в штате Мадхья-Прадеш 21°46′58″ с. ш. 78°15′13″ в. д.                                         | Камбейский залив, штат Гуджарат 21°05′04″ с. ш. 72°41′03″ в. д.            | Правые: Гомай, Анер. Левые: Ронгавали, Наган, Шивнал, Амравати, Бурай, Панджхра, Пурна, Гарга-Нади.                                                    | [ 51 ] [ 61 ] [ 62 ] [ 49 ] [ 63 ]                             |
| 9  | Пеннер (Пинакини), англ. Pennar |             | 597                  | 55,2 или 54,2*                                  | недалеко от города Колар, штат Карнатака 13°21′00″ с. ш. 77°36′00″ в. д.                                                               | Бенгальский залив, штат Андхра-Прадеш 14°35′00″ с. ш. 80°11′41″ в. д.      | Правые: Папагни, Читравати, Джаямангали. Левые: Каверу, Кундеру, Сагилеру.                                                                             | [ 46 ] [ 58 ] [ 64 ] [ 65 ]                                    |
| 10 | Брахмани (Коэл, Южный Коэл), англ. Brahmani, South Koel                                                                                                   |             | 799 или 792*         | 39,0 или 37,6*                                  | у деревни Нагри, недалеко от Ранчи в штате Джаркханд 23°19′47″ с. ш. 85°11′14″ в. д.                                                   | Бенгальский залив, штат Одиша 20°43′28″ с. ш. 87°01′33″ в. д.              | Правые: Курхади-Нади, Тикра-Нади. Левые: Каро-Нади, Нандир-Джхор, Синехада-Джхор, Санкх.                                                               | [ 66 ] [ 48 ] [ 67 ]                                           |
| 11 | Махи, англ. Mahi |             | 583 или 538*         | 34,8 или 38,3*                                  | рядом с городом Дхар, запад штата Мадхья-Прадеш 24°33′27″ с. ш. 73°16′17″ в. д.                                                        | Камбейский залив, штат Гуджарат 22°16′29″ с. ш. 72°54′53″ в. д.            | Правые: Сом, Эрву-Нади. Левые: Месри, Кун, Панам, Анас, Чал-Ноди                                                                                       | [ 68 ] [ 52 ] [ 69 ]                                           |
| 12 | Сабармати, англ. Sabarmati |             | 371 или 352*         | 21,7 или 30,7*                                  | хребет Аравали, юг штата Раджастхан 24°33′27″ с. ш. 73°16′17″ в. д.                                                                    | Камбейский залив, штат Гуджарат 22°18′00″ с. ш. 72°22′00″ в. д.            | Правые: Сей-Нади, Омкар. Левые: Харнав, Хатхмати, Ватрак                                                                                               | [ 70 ] [ 71 ] [ 68 ] [ 51 ] [ 72 ]                             |

 * — второе значение по базе WRIS-India (GIS-оценка, отчёты 2014 года) 